# Ingrid – Die Geschichte eines Fotomodells
 Ingrid – Die Geschichte eines Fotomodells  ist ein deutscher Spielfilm von Géza von Radványi aus dem Jahr 1955.

## Handlung
Zwei Freunde, der Reporter Robert und der Fotograf Walter, befinden sich auf einer der fast überall stattfindenden Misswahlen. Walter ist mit Ingrid, der späteren Siegerin, befreundet, und Robert besucht solche Wahlen nur zum Spaß. Um seinem Freund einen Gefallen zu tun, lässt sich Robert am nächsten Tag von Inge ihre Lebensgeschichte erzählen, in der Hoffnung, dass es eventuell für eine interessante Story reicht. Dabei bemerkt er noch nicht einmal, dass er die junge Frau schon einmal interviewte, als sie nach dem Krieg in einem Lager saß und darauf wartete, dort herausgeholt zu werden. Im Verlauf der Gespräche verliebt sich Inge in Robert. Doch dieser hat überhaupt kein liebevolles Empfinden für sie, sondern denkt nur daran, wie er ihre bezaubernde Art und Schönheit in Geld umsetzen kann. Mit seiner Unterstützung wird aus Inge ein begehrtes Fotomodell und Mannequin. Nur die Liebe zwischen beiden macht keine Fortschritte. Sie kommen sich zwar näher, aber für Robert ist Inge nur ein Abenteuer. Er ist eben nur ein egoistischer Liebhaber, und sie muss mit ihren Sorgen allein fertigwerden. Als Inge ihm eines Tages gesteht, ein Kind von ihm zu erwarten, hat er nur die Idee, das Problem schnellstens aus der Welt zu schaffen. Daraufhin zerbricht das Verhältnis zu Robert, und Inge bringt in einer Klinik ihren Sohn zur Welt.
Walter ist ihr in dieser schweren Zeit ein guter Freund und macht sich Hoffnung, dass sie eines Tages seine stumme Werbung erhören wird. Doch da trifft Ingrid Robert auf einer Modenschau, denn sie arbeitet wieder als Mannequin. Ihre immer noch vorhandene Zuneigung zu Robert kann Inge gut verbergen, denn sie ist inzwischen eine andere geworden. Jetzt ist es Robert, der sich in Inge verliebt, auf Versöhnung drängt und wieder mit ihr zusammen sein möchte. Doch so leicht lässt sie sich nicht rumkriegen. Erst als er sie, entgegen seiner früheren Art, völlig verlegen und bescheiden in eine kleine Neubauwohnung führt, kann sie über sein Verhalten in der Vergangenheit hinwegkommen. Sie merkt, dass sich seine Gefühle für sie von Grund auf verändert haben, und möchte ab jetzt die Zukunft mit dem Vater ihres Kindes gemeinsam verbringen.

## Produktion
Der Film wurde im Filmatelier Göttingen und im Filmstudio Hamburg-Wandsbek produziert. Die Außenaufnahmen entstanden in Hamburg und Umgebung. Ingrid – Die Geschichte eines Fotomodells  ist ein Schwarzweißfilm, der am 21. Januar 1955 im Berliner Kino Kiki (Kino im Kindl) seine Uraufführung hatte.

## Auszeichnungen
Die FBL verlieh dem Film das Prädikat wertvoll.

## Kritik
Das Lexikon des internationalen Films bezeichnet den Film als eine psychologisch enttäuschende Komödie, die aber in Details stimmig und zeitgeschichtlich interessant ist.